# Ardonsky (huyện)
Huyện Ardonsky (tiếng Nga: ? райо́н) là một huyện hành chính tự quản (raion), của Tỉnh Nizhny Novgorod, Nga. Huyện có diện tích 369 kilômét vuông. Trung tâm của huyện đóng ở Ardon.